# Uhren-Magazin
Das Uhren-Magazin (Eigenschreibweise: UHREN-MAGAZIN) ist der älteste deutschsprachige Special-Interest-Titel für mechanische Armbanduhren. 1989 in Bremen gegründet, wird es seit 1998 von der Ebner Media Group GmbH & Co. KG in Ulm produziert und hat seit 2014 dort auch seinen Redaktionssitz. Das Uhren-Magazin betreibt in Kooperation mit Chronos und Klassik-Uhren eine Internetpräsenz. Das Uhren-Magazin wurde im Mai 2024 eingestellt und mit der Zeitschrift Chronos zur neuen Publikation Watchtime fusioniert. Die Einstellung erfolgte in Folge dieser Zusammenlegung; seitdem erscheint das Heft unter dem neuen Markennamen und die eigenständige Marke Uhren-Magazin existiert nicht mehr.

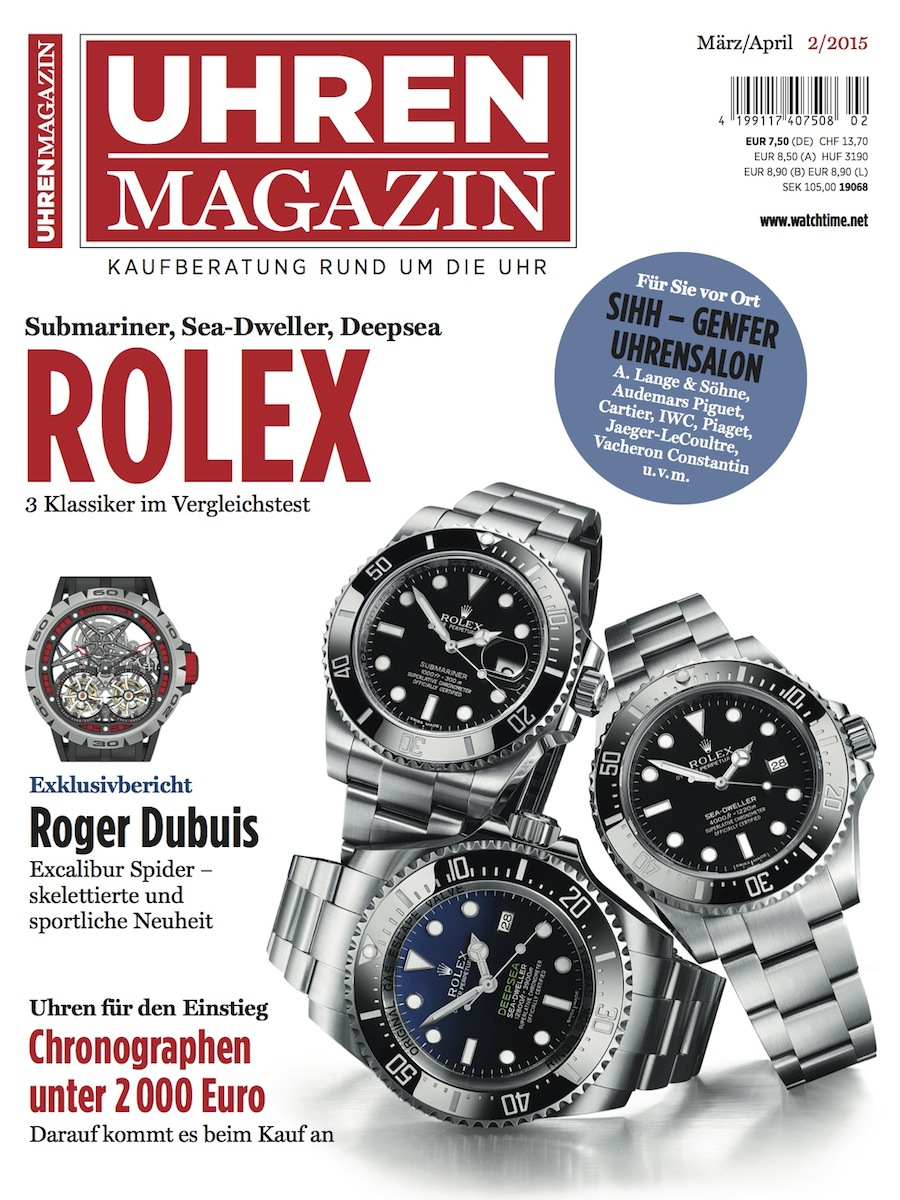
Die neue Gestaltung der Titelseite ab Februar 2015

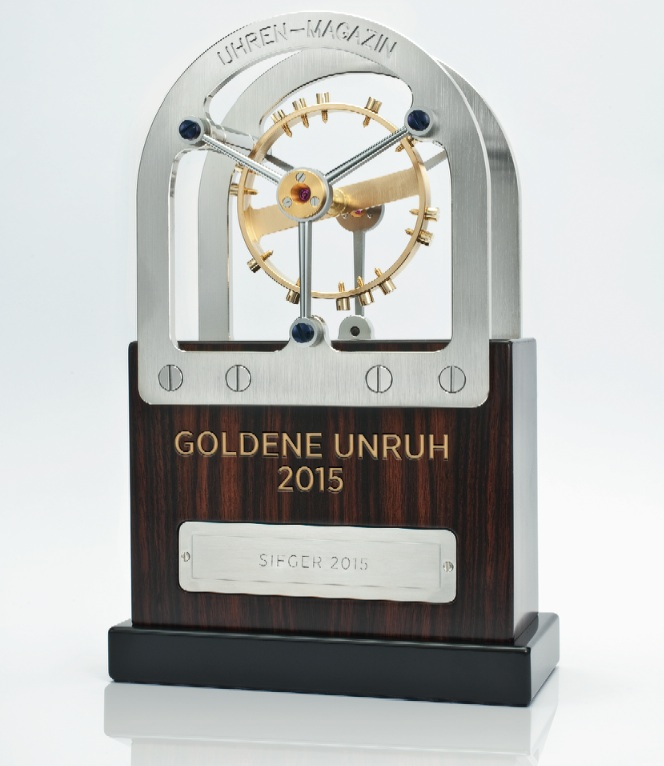
Die Trophäe der Goldenen Unruh 2015

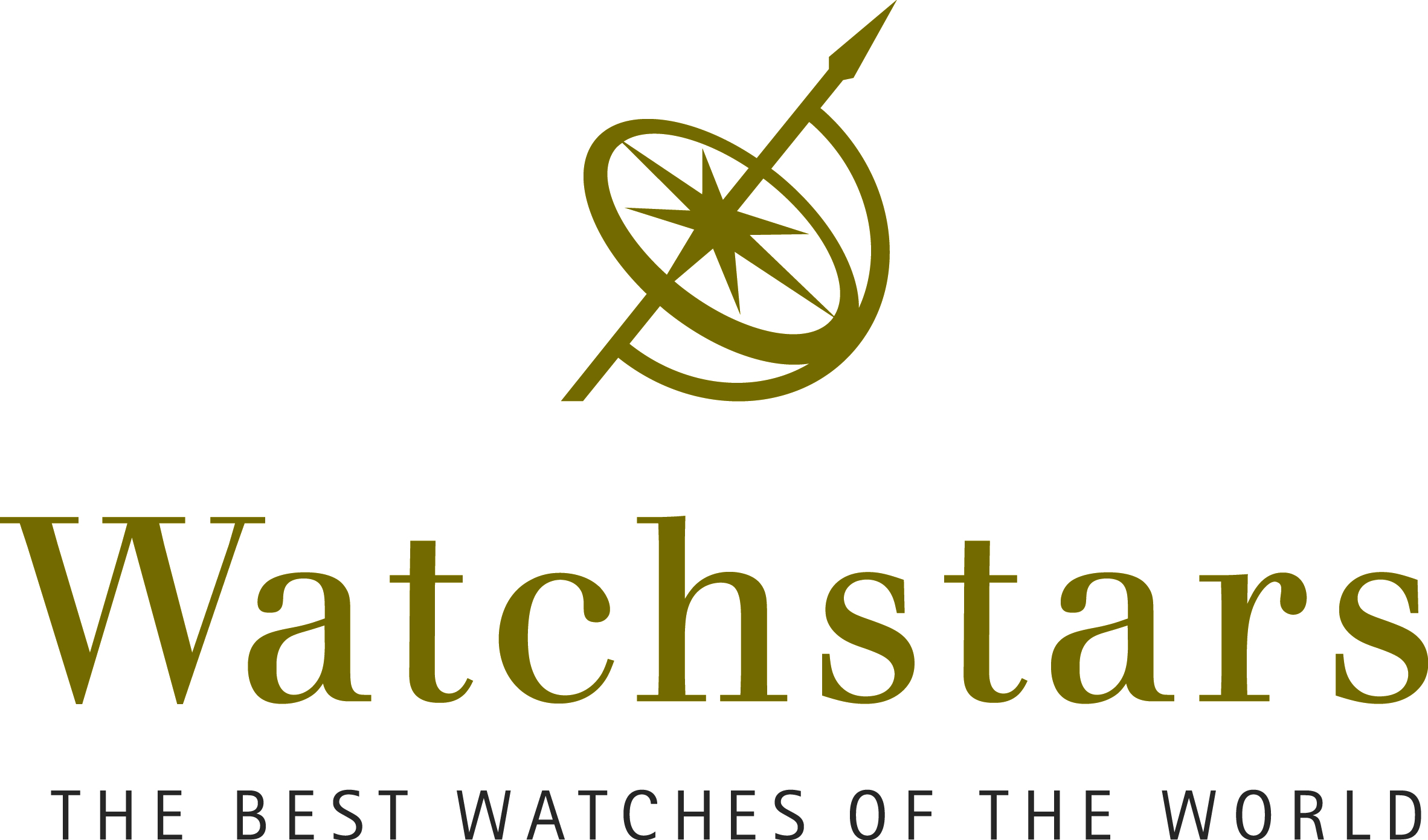
Das offizielle Watchstars-Logo.

## Themen
Die mechanische Uhr und die Welt der mikromechanischen Zeitmessung ist das Thema des Magazins. Seinen redaktionellen Schwerpunkt beschreibt es mit „Kaufberatung rund um die Uhr“. Selbst gestecktes Ziel und Anspruch der Redaktion ist es, dem Leser als Freund und Berater bei der Wahl eines mechanischen Zeitmessers zur Seite zu stehen. Neben technischen und geschichtlichen Hintergründen werden regelmäßig Reportagen aus schweizerischen, deutschen und auch japanischen Manufakturen sowie über handwerkliche und industrielle Produktion mechanischer Zeitmesser veröffentlicht. Die Redaktion veranstaltet regelmäßig Leserreisen in renommierte Uhren-Manufakturen. Ziel der Reisen waren das sächsische Glashütte,  das schweizerische Vallée de Joux sowie Genf und München.
Die Berichte aus dem Uhren-Magazin werden auch in den internationalen Uhren-Zeitschriften des Ebner Verlages (Watchtime in den USA, Mexiko, Indien und einer Ausgabe für den Mittleren Osten (Dubai), sowie unter dem Namen Chronos in China, Polen, Japan und Südkorea) in den jeweiligen Landessprachen veröffentlicht.

## Testberichte und Schwerpunkte
Neben Vergleichstests werden regelmäßig Marktübersichten erstellt. Schwerpunkte sind in zweijährlichem Turnus besonders die Taucheruhren und Fliegeruhren-Tests. Beide Vergleichstests verlaufen nach Angabe des Verlages unter realitätsnahen Bedingungen. So werden Taucheruhren bei Unterwasser-Einsätzen bewertet, ergänzt durch eine Kontrolle des Gangverhaltens sowie durch Laboruntersuchungen mit künstlich erzeugtem Wasserdruck. Taucheruhren mit mechanischen Tiefenmessern werden zum Beispiel in einer Dekompressionskammer bei der Berufsgenossenschaftlichen Unfallklinik Murnau getestet, die Fliegeruhren in Tannkosh von Kunstflugpiloten. Das Gangverhalten wird vor, kurz nach und 14 Tage nach dem Kunstflug, bei dem die Uhren Belastungen von bis zu 8 g standhalten müssen, vorgenommen. Seit dem Jahr 2012 ist das Uhren-Magazin im Beirat an der Entwicklung des Technischen Standards Fliegeruhren (TeStaF) durch die FH Aachen beteiligt.
Jeweils kurz nach der Uhren-Messe in Genf und der Baselworld erscheint seit 1998 der Uhren-Preisführer. Er bildet über 1.000 Modelle von mehr als 200 Uhrenmarken und mit technischen Informationen zu Funktion und Werk ab. Die Uhren sind dabei in zehn Preisbereiche von unter 500 bis über 30.000 Euro aufgegliedert. Seit 2009 erscheint dieser über 250 Seiten starke Preisführer regelmäßig auch für das iPhone und iPad.

## Goldene Unruh
Seit 1998 küren die Uhren-Magazin-Leser bei der Wahl zur Goldenen Unruh alljährlich die „besten Uhren der Welt“. Seit 2005 geschieht dies in Kooperation mit dem Münchner Nachrichtenmagazin Focus. Bei der Wahl 2014 stimmten insgesamt über 30.000 Teilnehmer ab.

## Watchstars
Zwischen 2014 und 2017 organisierte das Uhren-Magazin federführend einen weltweiten Uhrenwettbewerb namens Watchstars. Die Watchstars sind eine internationale Auszeichnung für die besten Uhren eines Jahres. Aufgabe des Wettbewerbes ist es, internationale öffentliche Aufmerksamkeit auf das Kulturgut der mechanischen Armbanduhr zu lenken und die historische Handwerkskunst vor dem Vergessen zu bewahren.
Das Vorschlagsrecht für die Kandidaten wie die spätere Wahl aus einer Shortlist trifft eine exklusive internationale Jury aus Fachjournalisten und Uhrenspezialisten. Die Jury ist nach dem Patenschaftsprinzip organisiert. Das bedeutet, eine Neuaufnahme ist nur auf Antrag mindestens zweier Jury-Mitglieder möglich, die Aufnahme erfolgt mit einfacher Mehrheit. Die erste Veröffentlichung des Wahlergebnisses ist für Anfang November terminiert. 
Als Watchstars Executive fungiert der Uhren-Magazin-Chefredakteur, Präsident der Jury ist der Münchner Uhrenjournalist Gisbert L. Brunner.